# 슈화
슈화(본명: 예슈화, 중국어 정체자: 葉舒華, 한어 병음: Yè Shūhuá, 웨이드-자일스: Yeh4 Shu1-hua2, 주음 부호: ㄧㄝˋ ㄕㄨ ㄏㄨㄚˊ 예수화[*], 한자음: 엽서화, 2000년 1월 6일~)는 대한민국의 가수로, 걸 그룹 아이들의 구성원이자, 서브보컬이다.

## 학력
- 타오위안시 양메이구 부강국민소학 (桃園市楊梅區富岡國民小學) 졸업
- 타오위안시 부강국민중학 (桃園市立富岡國民中學) 졸업
- 타이베이시 사립화강예술학교 연극과 (臺北市私立華岡藝術學校 戲劇科) 휴학

## 출연 작품

### 텔레비전 프로그램
| 연도 | 방송사   | 제목                   | 역할                       | 방송 기간          | 비고          |
| ---- | -------- | ---------------------- | -------------------------- | ------------------ | ------------- |
| 2019 |          |                        |                            |                    |               |
| JTBC | 아이돌룸 | 출연자 (민니, 우기)    | 4월 16일                   | 46회               |               |
| 2020 | JTBC     | 아는 형님 - 취업상담실 | 출연자 (수진, 우기)        | 1월 4일 ~ 1월 18일 | 212회 ~ 214회 |
| 2020 | MBC      | 아이돌 멍멍 대회       | 출연자 (슈화, 반려견 하쿠) | 10월 2일           | 1회           |